# Kerui Group
Kerui Group — найбільша промислова група у Китаї, що займається дослідженнями, розробкою та виробництвом нафтового та газового обладнання.
«Kerui Group» займає лідерські позиції на глобальному ринку виробників нафтогазового обладнання. Виробничі бази компанії охоплюють загальну площу 2,4 мільйона квадратних метрів, а продукція «Kerui Group» постачається на нафтові та газові родовища у більш ніж 80 країн і регіонів світу. Клієнтами компанії є такі глобальні бренди, як Saudi Aramco, Shell та інші.
У червні 2023 року НАЗК внесло компанію «Kerui Group» до переліку міжнародних спонсорів війни. Причиною стало те, що компанія продовжила роботу на ринку Росії після російського повномасштабного вторгнення в Україну.